# Bartlettina sordida
Bartlettina sordida, (Less.) R.M.King & H.Rob., anteriormente clasificada en el género Eupatorium, es una especie fanerógama, de arbusto perteneciente a la familia de las asteráceas.

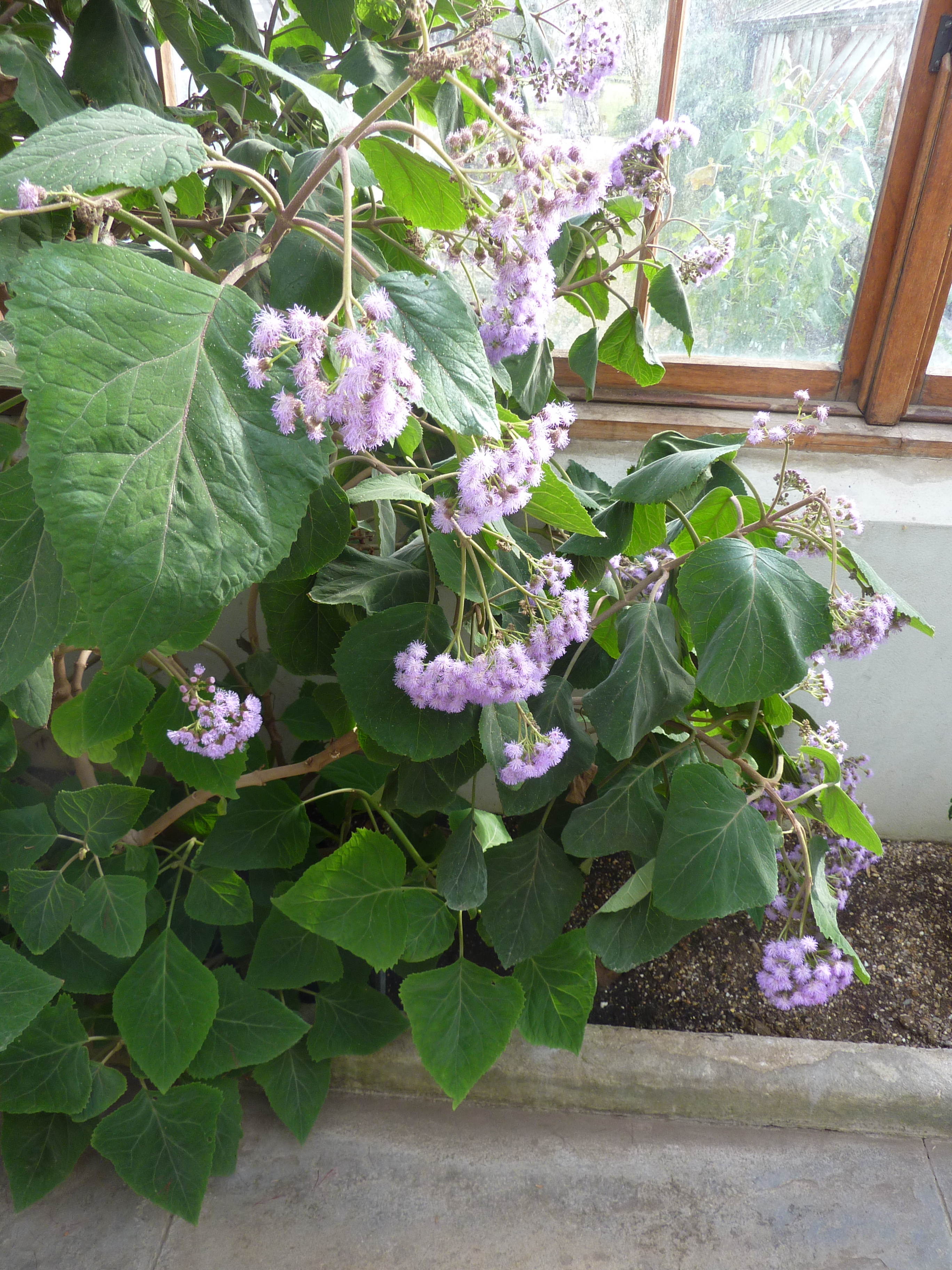
Vista de la planta

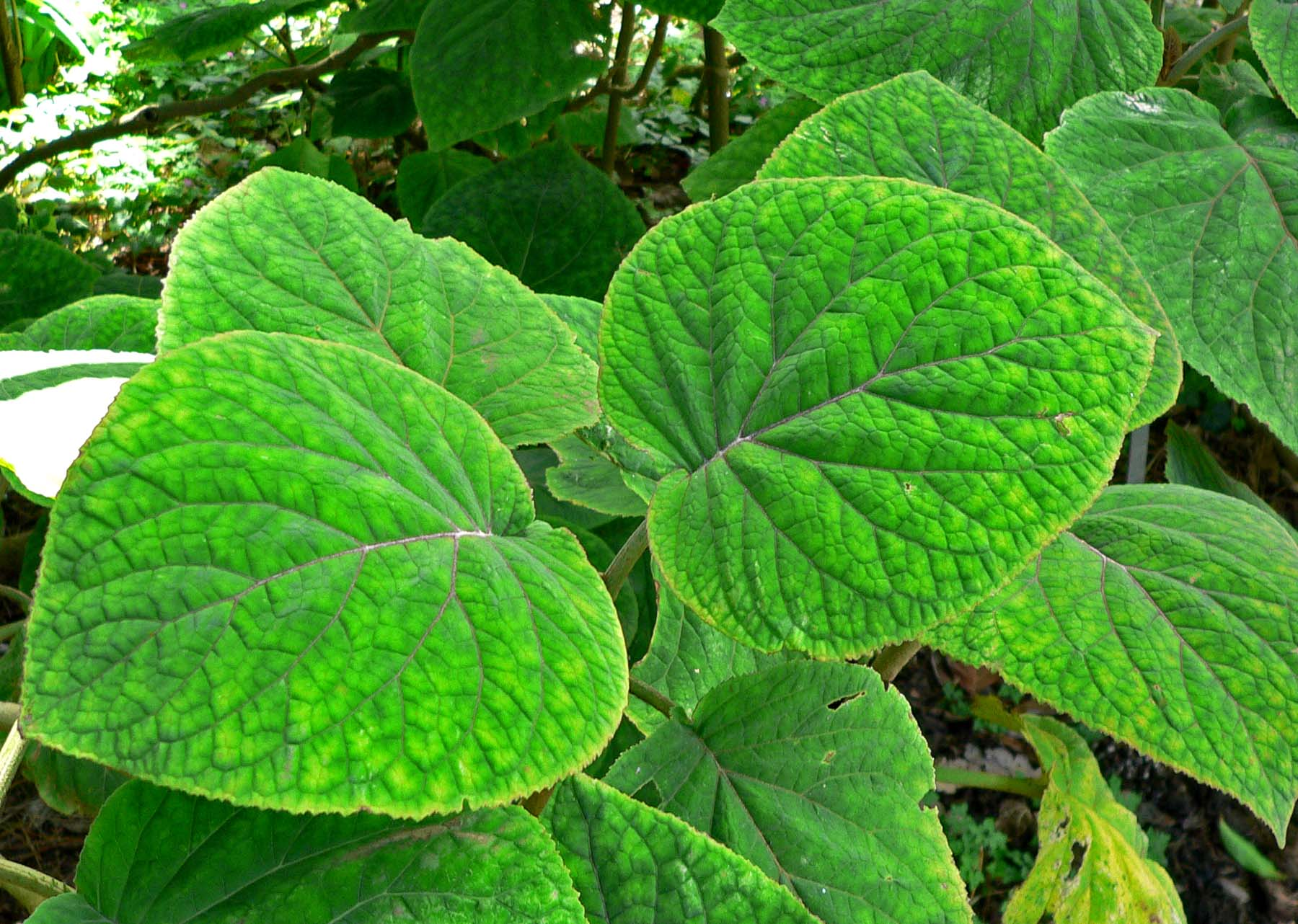
Hojas

## Distribución y hábitat
Son naturales de México  y se han escapado de cultivo en Australia y son considerados por algunos como maleza. Necesita del sol y de la humedad pero en suelos bien drenados. Se propaga por semillas y esquejes.

## Descripción
Es un arbusto de hoja perenne, erguido con las ramas de color rojo-púrpura 
que alcanza los 150 cm de altura y 1,2 m de ancho. Las hojas son grandes, de hasta 25 cm de longitud y 20 cm de ancho, son levemente ásperas, pareadas y de color verde oscuro con venillas prominentes. Las flores se encuentra en grandes racimos  de flores de color lila que aparecen en primavera.

## Taxonomía
Bartlettina sordida fue descrita por (Less.) R.M.King & H.Rob. y publicado en Phytologia 22(3): 161. 1971.
Sinónimos
- Bartlettina matudae R.M.King & H.Rob.
- Conoclinium ianthinum Morren
- Eupatorium megalophyllum (Lem.) Hook. & Benth. ex Klatt
- Eupatorium miradorense Hieron.
- Eupatorium raffillii Hemsl.
- Eupatorium sordidum Less.
- Hebeclinium atrorubens Lem.
- Hebeclinium megalophyllum Lem.
- Hebeclinium sordidum Sch.Bip. ex Klatt
- Neobartlettia sordida (Less.) R.M. King & H. Rob.[3][4][1]